# 我的這一班 (台灣電視劇)
《我的這一班》是臺灣一部青少年校園單元劇。原名《我們這一班》，1997年改名《我的這一班》。於1993年4月28日開播至2017年。播出時間多次更動。
劇情以學生角度出發，呈現青少年在探索自我生命的衝撞、掙扎、歡喜與憂愁，進而達到潛移默化與自我成長的目的，讓青少年朋友從中學習並勇於面對生命中的每一個課題。
值得一提的是，在以公共電視節目身分播出時期，每集播放後會由教育工作者講評當集內容，其中一位固定講者「洪阿姨」是曾長期出任國民中學訓導主任的時任中國國民黨立法委員洪秀柱。據悉，劇集主角的導師也是以洪的故事做為原型。

## 節目介紹

### 第一世代（1993－2002）
首先以公共電視節目身分，1993年4月28日於華視晚間9點03分至9點30分（公共電視節目晚間時段）播出，群視國際文化公司製作，華視女星王玉玲擔綱飾演國中導師葉雲，拍攝地點選在台北縣立文山國中。但該劇殺青後，1993年1月王玉玲因空難過世，因此第二季開始改由方岑接替導師的角色。
第二季開始由方岑擔綱飾演導師季潔，拍攝地點選在台北縣立板橋國中。1993年7月28日於台視播出，仍由群視國際文化公司製作。

#### 改名
1994年10月9日，廣電基金將製播公共電視節目之業務移交中華民國公共電視台籌備委員會，但繼續委外製播廣電基金節目給老三台播出；該劇留在廣電基金節目行列，仍由群視國際文化公司製作。超視二台曾買進部分集數播出，但每集片尾以該集剪輯片段覆蓋「下週同一時間請繼續收看」字樣。
1997年，該劇脫離廣電基金節目行列，改名《我的這一班》，繼續於台視播出，方岑飾演的季潔改名紀婕。直至2002年方岑辭演，這一班最為人所知的第一世代結束。

### 第二世代（2002－2010）
改由群和國際文化公司製作，梁家榕飾演的老師梁婷婷擔任導師，梁家榕擔任導師的時間是改名為《我的這一班》後最長的一位（8-23季）。2008年7月27日梁家榕辭演後，《我的這一班》再度改由方岑飾演的紀婕擔綱導師（24-25季）。 

### 第三世代（2010－2013）
方岑回鍋只有兩季，因風波辭演。
接下來的三年間，《我的這一班》經歷三位女老師：從26季的李佳豫、27-29季的周曉涵到30季開始的蔡燦得。

### 第四世代（2013－2017）
從30季開始，群和國際文化公司將《我的這一班》拍攝轉交玩美童心傳播公司製作。玩美童心力求年輕化，重選一批年輕有活力的老師演員，由蔡燦得擔綱飾演導師郝得芬，拍攝地點選在新北市立明志國中。2013年2月3日起，於公視HD台以高畫質播出，讓《我的這一班》正式踏入新的世代。
在播出後，玩美童心於新北市立明志國中舉辦「我的這一班～生命教育巡迴座談」巡迴座談會，導演林樹橋帶領演員蔡燦得、夏宇童、藝鴒、高廷宇倡導生命教育及大聊拍戲甘苦，明志小演員許凱淳（大直高中）、吳思賢（新北高中）、林桐可（三重高中）、吳翰林（臺師大附中）、丁郁蘋（中山女高）更重回母校分享拍戲心得。

## 播出時間

### 首播
| 頻道     | 所在地 | 播映日期 | 播出時間         |
| -------- | ------ | -------- | ---------------- |
| 公視主頻 | 臺灣   |          | 週日 18:00-18:30 |

### 重播
| 頻道     | 地區 | 播映日期               | 播出時間               |
| -------- | ---- | ---------------------- | ---------------------- |
| 公視主頻 | 臺灣 |                        | 週六 12:30-13:00       |
| 公視2台  | 臺灣 |                        | 週六至週日 10:30-11:00 |
| 公視2台  | 臺灣 | 週六至週日 17:00-17:30 |                        |
| 公視3台  | 臺灣 |                        | 週六 07:00-07:30       |
| 公視3台  | 臺灣 | 週六 18:00-18:30       |                        |

## 人物簡介

### 現任演員
| 演員   | 角色   | 介紹 |
| 蔡燦得 | 郝得芬 | 30歲，熱情大方的八年八班導師，孩子們口中的阿得老師。 長期擔任流浪動物志工的愛心教師，認為引導學生用積極樂觀的態度來看待世界，是一件非常重要的事，更認為國中生除了唸書之外，更應該培養獨立的思考能力，因為她堅信「給同學一條魚，不如給同學一支釣竿」。 而她也總是擔任孩子學習過程中，最重要朋友，並用愛與關懷來支持跟陪伴每個八年八班的學生。英文老師。                                                  |
| 夏宇童 | 夏禹童 | 26歲，個性樂天、淘氣、可愛的菜鳥女教師。 雖然身為老師，卻擁有孩子氣的性格，時常跟學生打成一片。除了日常的教學外，私底下喜歡話劇表演，在課堂上也總喜歡用說故事的方式來進行教學，因此，更是深深受到學生的喜愛與信賴。但偶爾因為孩子氣的性格，再引導孩子的過程中，會衝動而出點小差錯，這時，好同事阿得老師便是禹童老師最好的救星！                                                                         |
| 藝鴒   | 林憶玲 | 40歲，個性幽默風趣，將每個學生都當做自己孩子的媽媽老師。從大學時期就堅定要當個能讓孩子傾心的輔導老師，擅長面相學跟心理學，輔導學生的時，時常恩威並施。工作之於會進修心理學相關課程，加上本身有兩個正值國中階段的孩子，更瞭解青春期孩子的心理狀態，也理解家長對孩子的擔憂，因此跟國中生之間的相處，有自己獨到的見解，是協助輔導、解決學生問題的重要人物。                                                |
| 李博翔 | 周子豪 | 28歲，擁有科學家精神的帥氣男老師。 原本夢想當個科學家，一直追求實事求是的科學精神，直到遇見了八年八班的孩子之後，發現每個孩子都是讓自己意想不到的化學反應。化學反應根據道耳吞的原子說是這樣解釋：「所謂化學反應是指物質內的原子排列方式改變」，對子豪而言，這些不易察覺的化學反應，都需要仔細的觀察反應前、反應後的改變，才能發現學生們不同的化學變化。而這些化學變化，漸漸也成了子豪喜歡當老師的理由。 |
| 邱志宇 | 邱志宇 | 30歲，陽光、熱情、不拘小節的男老師。 擅長健身跟各類運動，總是在辦公室擺自己專用的啞鈴，認為維持健康體態是掌握成功的第一要素，除此之外，亦熱衷跟健康有關的議題，由於是運動員出身，相當在乎榮譽感，也關注學生之間的團隊精神。喜歡用鼓勵的方式來激勵學生，在校兼任生教組長的關係，常常跟學生們稱兄道弟，更把一些正值叛逆期的男同學當大人對待，因此受到學生的敬重。                                         |

### 主要演員
| 演員   | 角色         | 介紹                                                               |
| 王玉玲 | 葉雲         | 國文老師，也是二年三班的班導師。                                   |
| 方岑   | 季潔（紀婕） | 29歲，國立臺灣師範大學英文系畢業，已有七年多的教學經歷。英文老師。 |
| 梁家榕 | 梁婷婷       | 25歲，女性，單身，國立政治大學英文系畢業，獅子座。英文老師。       |
| 李佳豫 | 李家瑜       | 25歲，女性，單身，英文系畢業。                                     |
| 周曉涵 | 周雅琪       | 28歲未婚，師範學院畢業。英文老師。                                 |

### 其他演員
| 演員           | 角色            | 介紹 |
| 陳冠霖         | 劉耀明          | 30歲未婚，畢業於師範大學理化系。物理老師。 |
| 陳冠霖         | 鄭祥宇          | 紀婕的表弟。 |
| 德馨           | 陳美女          | 28歲未婚，師範學院畢業。家政老師。 |
| 李成           | 譚啟華          | 35歲已婚，多年的教學經驗由師範學院再進修，才能進入國中教學。歷史老師。 |
| 陳譯賢         | 簡艾妮          | 26歲，女性，單身，師大國文系畢業。國文老師。 |
| 江俊翰         | 姜育民          | 27歲，男性，單身，師大體育系畢業，牡羊座。體育老師，兼任體育組長。 |
| 米雪兒         | 曾美麗          | 26歲，女性，單身，師大數學系畢業，雙魚座。 |
| 華丞祐         | 陳耀祖          | 25歲，男性，單身，斯文帥氣、師大地理系畢業，金牛座。地理老師。 |
| 何依霈         | 何思卉          | 26歲，女性，單身，師大美術系畢業。美術老師。 |
| 徐可           | 徐子晴（Sunny） | 23歲，女性，單身，師大美術系畢業。實習美術老師。 |
| 唐豐           | 王家豪          | 28歲，男性，單身，師大歷史系畢業。歷史老師。 |
| 高伊玲         | 高怡玲          | 26歲，女性，單身，師大中文系畢業。國文老師。 |
| 陳書泰         | 陳書泰（阿泰）  | 體育老師。 |
| 劉容嘉         | 張靜萱          | 28歲，女性，單身，師大數學系畢業。數學老師，兼任輔導室老師。 |
| 高廷宇         | 高廷宇          | 30歲，體育老師，陽光、熱情，不拘小節的男老師。 擅長各類運動，認為維持健康體態是掌握成功的第一要素，除此之外，亦熱衷跟健康有關的議題，由於是運動員出身，相當在乎榮譽感，也關注學生之間的團隊精神。                                                                                      |
| 林埈永         | 國文老師        | 男，26歲，未婚，是韓國華僑。是個典型臺灣南部農村的小孩，個性純樸中帶點懦弱，手裡常抱著一本關於教育孩子的書。 |
| 許時豪         | 體育老師        | 28歲，個性陽光、熱情、喜愛運動，兼任學校的生教組長和教授體育。 |
| 劉宇菁         | 數學老師        | 28歲，思緒清晰、條理分明、有邏輯，兼具理性與感性，處理學生問題公正不倚。 |
| 柯雅馨         | 輔導老師        | 女，26歲，未婚，師範大學教育心理與輔導學系畢業。 |
| 班鐵翔         | 學務主任        | 男，50歲，是學校的學務主任。 |
| 孟翔           | 王孟翔          | 美術老師。 |
| 羅瑤           | 羅玉瑤          | 數學老師。 |
| 卜元           | 卜亦元          | 生教組長。 |
| 林則希         | 林人傑          | 國文老師。 |
| 陳正偉         | 陳力強          | 體育老師。 |
| 李佩軒         | 李沛宣          | |
| 王威智（韓森） | 王威諭          | 美術老師23歲，大學剛畢業。個性不拘小節、不做作，崇尚自然就是美！因為不喜歡被拘束，所以高中開始就搬離開家，過著獨立自主的生活，並靠著半工半讀的方式完成學業。也因為喜歡美麗的事物，所以選擇用繪畫、攝影來紀錄感動的瞬間。美術系畢業的他，總是鼓勵學生要勇敢做自己，盡情揮灑創意與青春。 |
| 柳翰雅         | 阿雅            | 話劇指導老師，梁婷婷老師的好友。 |
| 阿丹           | 顧老師          | 地理老師。 |
| 伊正           | 羅子健          | |
| 柯奐如         | 海教練          | 田徑教練。 |
| 楊懷民         | 蘇懷            | |

## 電視劇歌曲
片頭曲
- 《子曰》主唱：卜學亮、曾寶儀，作詞：武雄、卜學亮，作曲：黃舒駿
- 《一起跳舞》 主唱：張克帆、吳奇隆，作詞：周軒，作曲：周傳雄
- 《崇拜我羨慕你》 主唱：陳慧琳，作詞：余光中，作曲：Jonas 'Joker' Berggren、Mike Chapman，編曲：李伯傑、陳偉
- 《美麗的假期》 主唱：音樂的家庭，作詞：，作曲：
- 《年輕的故事》 主唱、作詞、作曲：江益源（伊恩森）
- 《年輕的故事》 主唱：梁家榕，作詞、作曲：江益源
- 《花樣青春》 主唱：曉熙，作詞：外代果子，作曲：克腦得，編曲：康友韋

片尾曲
- 《愛的過火》 主唱：音樂的家庭，作詞：姚謙，作曲：伍思凱

## 拍攝地點
- 台北市
  - 中山 新興國中、五常國中
  - 文山 景文高中
- 新北市
  - 蘆洲 鷺江國中、蘆洲國中
  - 板橋 大觀國中、江翠國中、溪崑國中[6]、新埔國中
  - 新店 南強工商、安康國中
  - 新莊 丹鳳高中(國中部)、中平國中、福營國中、新莊國中
  - 泰山 泰山國中、明志國中
  - 永和 福和國中、永和國中(在第一世代拍攝期間，約1996、1997年曾在此取景)
  - 中和 錦和高中(國中部)(在第一世代拍攝期間，約1996、1997年曾在此取景)
  - 土城 土城國中、中正國中
- 台南市 長榮高中(國中部)
- 台東縣 綠島國中[12]

## 集數
| 集數       | 標題                     | 班導演出 |
| ---------- | ------------------------ | -------- |
| 240        | 寶貝蛋                   | 梁家榕   |
| 241        | 石門之子                 | 梁家榕   |
| 242        | 北海小英雄               | 梁家榕   |
| 243        | 愛美惹的禍               | 梁家榕   |
| 244        | 我愛call call call       | 梁家榕   |
| 245        | 紅豆奶奶                 | 梁家榕   |
| 246        | 一心不二用               | 梁家榕   |
| 247        | 插話高手                 | 梁家榕   |
| 248        | 八卦特攻隊               | 梁家榕   |
| 249        | 惡魔小天使               | 梁家榕   |
| 250        | 愛心的真諦               | 梁家榕   |
| 251        | 蔥油餅媽媽               | 梁家榕   |
| 252        | 敲敲我的門               | 梁家榕   |
| 253        | 尊重約定                 | 梁家榕   |
| 254        | 電視冠軍                 | 梁家榕   |
| 255        | 誰來選班長               | 梁家榕   |
| 256        | 金錢本色                 | 梁家榕   |
| 257        | 正視悲傷                 | 梁家榕   |
| 258        | 愛生病的公主             | 梁家榕   |
| 259        | 不要給我打分數           | 梁家榕   |
| 260        | 難以啟齒的煩惱           | 梁家榕   |
| 261        | 誠實的代價               | 梁家榕   |
| 262        | 模範生的秘密             | 梁家榕   |
| 263        | 姊妹當自強               | 梁家榕   |
| 264        | 我倆大不同               | 梁家榕   |
| 265        | 陽光、綠島、睡美人       | 梁家榕   |
| 266        | 我愛大白沙               | 梁家榕   |
| 267        | 小鹿斑比                 | 梁家榕   |
| 268        | 綠島風情畫               | 梁家榕   |
| 269        | 不認錯王子               | 梁家榕   |
| 270        | 自負的于萱               | 梁家榕   |
| 271        | 我是不是你親生的         | 梁家榕   |
| 272        | 不能沒有你               | 梁家榕   |
| 273        | 浪費的代價               | 梁家榕   |
| 274        | 誰是模範生               | 梁家榕   |
| 275        | 巧克力的滋味             | 梁家榕   |
| 276        | 鐘樓駝俠                 | 梁家榕   |
| 277        | 不再抱怨                 | 梁家榕   |
| 278        | 友情無價                 | 梁家榕   |
| 279        | 你是冠軍                 | 梁家榕   |
| 280        | 心的空間                 | 梁家榕   |
| 281        | 麻吉在我家               | 梁家榕   |
| 282        | 一定要幸福喔             | 梁家榕   |
| 283        | 超能美女                 | 梁家榕   |
| 284        | 料理達人                 | 梁家榕   |
| 285        | 遺失的遙控器             | 梁家榕   |
| 286        | 我是男丁格爾             | 梁家榕   |
| 287        | 幸福在身邊               | 梁家榕   |
| 288        | 拍賣高手                 | 梁家榕   |
| 289        | 親子翹翹板               | 梁家榕   |
| 290        | 誰的班遊                 | 梁家榕   |
| 291        | 海角一樂園               | 梁家榕   |
| 292        | 少年的祈禱               | 梁家榕   |
| 293        | 呀呼邦乍─加油，阿美      | 梁家榕   |
| 294        | 情人袋的秘密             | 梁家榕   |
| 295        | 能者過勞                 | 梁家榕   |
| 296        | 心情週記                 | 梁家榕   |
| 297        | 虛擬與真實               | 梁家榕   |
| 298        | 再見草莓妹               | 梁家榕   |
| 299        | 蚵仔煎的滋味             | 梁家榕   |
| 第二十四季 |                          |          |
| 300        | 微笑魔法                 | 方岑     |
| 301        | 青頻果的滋味             | 方岑     |
| 302        | 五點鐘的約定             | 方岑     |
| 303        | 生日後遺症               | 方岑     |
| 304        | 天生好手                 | 方岑     |
| 305        | 課本下一章               | 方岑     |
| 306        | 拒絕上學的孩子           | 方岑     |
| 307        | 羽漾青春                 | 方岑     |
| 308        | 就是喜歡你               | 方岑     |
| 309        | 除不盡的愛               | 方岑     |
| 310        | 沙包裡的秘密             | 方岑     |
| 311        | 一定有辦法               | 方岑     |
| 312        | 天兵老媽                 | 方岑     |
| 第二十五季 |                          |          |
| 313        | 名次之外的天空           | 方岑     |
| 314        | 美食女王                 | 方岑     |
| 315        | 夾心餅乾的滋味           | 方岑     |
| 316        | 我的爸爸是老大           | 方岑     |
| 317        | 人間天使                 | 方岑     |
| 318        | 愛的練習曲               | 方岑     |
| 319        | 都是愛情惹的禍           | 方岑     |
| 320        | 泥娃娃                   | 方岑     |
| 321        | 強棒出局                 | 方岑     |
| 322        | 外婆餵的那一口飯         | 方岑     |
| 323        | 直笛變奏曲               | 方岑     |
| 324        | 宅爸的天空               | 方岑     |
| 325        | 正義糾察隊               | 方岑     |
| 第二十六季 |                          |          |
| 326        | 我們的關係               | 李佳豫   |
| 327        | 我在你左右               | 李佳豫   |
| 328        | 斯巴達女王               | 李佳豫   |
| 329        | 作弊惡夢                 | 李佳豫   |
| 330        | 媽媽的帳單               | 李佳豫   |
| 331        | 女強人變奏曲             | 李佳豫   |
| 332        | 誰家的事                 | 李佳豫   |
| 333        | 爸媽加油                 | 李佳豫   |
| 334        | 不是我的錯               | 李佳豫   |
| 335        | 媽媽站起來               | 李佳豫   |
| 336        | 網路宅男                 | 李佳豫   |
| 337        | 所謂勇敢                 | 李佳豫   |
| 338        | 愛情智多星               | 李佳豫   |
| 第二十七季 |                          |          |
| 339        | 陪我看星星               | 周曉涵   |
| 340        | 禮多人不怪               | 周曉涵   |
| 341        | 情義                     | 周曉涵   |
| 342        | 公主的新衣               | 周曉涵   |
| 343        | 兩分的掙扎               | 周曉涵   |
| 344        | 我要第一名               | 周曉涵   |
| 345        | 我要錢                   | 周曉涵   |
| 346        | 少女的自尊               | 周曉涵   |
| 347        | 愛愛~唉                  | 周曉涵   |
| 348        | 姊妹心結                 | 周曉涵   |
| 349        | 社長的條件               | 周曉涵   |
| 350        | 帶快樂回家               | 周曉涵   |
| 351        | 誰的愛心誰的傘           | 周曉涵   |
| 第二十八季 |                          |          |
| 352        | 人生的逗點               | 周曉涵   |
| 353        | 我不是壞女孩             | 周曉涵   |
| 354        | 代罪羔羊                 | 周曉涵   |
| 355        | 流言風波                 | 周曉涵   |
| 356        | 一個都不能少             | 周曉涵   |
| 357        | 一杯熱奶茶的等待         | 周曉涵   |
| 358        | 神秘印記                 | 周曉涵   |
| 359        | 兩個爸爸                 | 周曉涵   |
| 360        | 剉冰的滋味               | 周曉涵   |
| 361        | 重新出發請加油           | 周曉涵   |
| 362        | 一起向前走               | 周曉涵   |
| 363        | 爸爸的成績單             | 周曉涵   |
| 364        | 生日願望                 | 周曉涵   |
| 第二十九季 |                          |          |
| 365        | 我的網路好朋友           | 周曉涵   |
| 366        | 拯救地球大作戰           | 周曉涵   |
| 367        | 黑與白                   | 周曉涵   |
| 368        | 我的朋友                 | 周曉涵   |
| 369        | 你是我的好姊妹           | 周曉涵   |
| 370        | 友達以上戀人未滿         | 周曉涵   |
| 371        | 我的電腦阿嬤             | 周曉涵   |
| 372        | 我的爸爸                 | 周曉涵   |
| 373        | 老爸的新女友             | 周曉涵   |
| 374        | 生命的抉擇               | 周曉涵   |
| 375        | 部落客危機               | 周曉涵   |
| 376        | 左右為難                 | 周曉涵   |
| 377        | 美麗人生                 | 周曉涵   |
| 第三十季   |                          |          |
| 378        | 聽說                     | 蔡燦得   |
| 379        | 友情的抉擇               | 蔡燦得   |
| 380        | 名氣的代價               | 蔡燦得   |
| 381        | 愛情還是友情             | 蔡燦得   |
| 382        | 我聰明的決定             | 蔡燦得   |
| 383        | 真實的美麗               | 蔡燦得   |
| 384        | 英雄還是狗熊?            | 蔡燦得   |
| 385        | 危險心靈                 | 蔡燦得   |
| 386        | 科技魔法                 | 蔡燦得   |
| 387        | 變調的好心               | 蔡燦得   |
| 388        | 義氣是什麼               | 蔡燦得   |
| 389        | 媽媽的秘密               | 蔡燦得   |
| 390        | 適度的誠實               | 蔡燦得   |
| 第三十一季 |                          |          |
| 391        | 爸爸的婚禮               | 蔡燦得   |
| 392        | 得不償失                 | 蔡燦得   |
| 393        | 愛情公寓                 | 蔡燦得   |
| 394        | 何處是我家               | 蔡燦得   |
| 395        | 愛心大作戰               | 蔡燦得   |
| 396        | 拒絕的勇氣               | 蔡燦得   |
| 397        | 我的未來不一樣           | 蔡燦得   |
| 398        | 助人不快樂               | 蔡燦得   |
| 399        | 誰是大嘴巴               | 蔡燦得   |
| 400        | 友情的代價               | 蔡燦得   |
| 401        | 戀愛追趕跑               | 蔡燦得   |
| 402        | 別問我愛誰               | 蔡燦得   |
| 403        | 原諒                     | 蔡燦得   |
| 第三十二季 |                          |          |
| 404        | 對不起，我不愛你         | 蔡燦得   |
| 405        | 不能說的秘密             | 蔡燦得   |
| 406        | 愛情保衛戰               | 蔡燦得   |
| 407        | 媽媽罷工了               | 蔡燦得   |
| 408        | 迷失                     | 蔡燦得   |
| 409        | 運動家精神               | 蔡燦得   |
| 410        | 幻滅                     | 蔡燦得   |
| 411        | 愛心風波                 | 蔡燦得   |
| 412        | 不再轉學                 | 蔡燦得   |
| 413        | 兩個女生                 | 蔡燦得   |
| 414        | 儲蓄達人                 | 蔡燦得   |
| 415        | 夢想家                   | 蔡燦得   |
| 416        | 兩個媽媽                 | 蔡燦得   |
| 第三十三季 |                          |          |
| 417        | 第一名的孤單             | 蔡燦得   |
| 418        | 再見練習曲               | 蔡燦得   |
| 419        | 爆紅的滋味               | 蔡燦得   |
| 420        | 接棒                     | 蔡燦得   |
| 421        | 友情變奏曲               | 蔡燦得   |
| 422        | 有錢真好                 | 蔡燦得   |
| 423        | 小老師守則               | 蔡燦得   |
| 424        | 其實我不帥               | 蔡燦得   |
| 425        | 媽媽糾察隊               | 蔡燦得   |
| 426        | 晴天娃娃                 | 蔡燦得   |
| 427        | 好朋友危機               | 蔡燦得   |
| 428        | 報告交易記               | 蔡燦得   |
| 429        | 一起跳舞                 | 蔡燦得   |
| 第三十四季 |                          |          |
| 430        | 完美選擇題               | 蔡燦得   |
| 431        | 公主落難記               | 蔡燦得   |
| 432        | 好好小姐                 | 蔡燦得   |
| 433        | 愛的代價                 | 蔡燦得   |
| 434        | 柯南的兩難               | 蔡燦得   |
| 435        | 狗仔危機                 | 蔡燦得   |
| 436        | 大姊大上學記             | 蔡燦得   |
| 437        | 心肝寶貝                 | 蔡燦得   |
| 438        | 反擊                     | 蔡燦得   |
| 439        | 咪咪的告別               | 蔡燦得   |
| 440        | 媽媽別走                 | 蔡燦得   |
| 441        | 一支警告                 | 蔡燦得   |
| 442        | 跨越                     | 蔡燦得   |
| 第三十五季 |                          |          |
| 443        | 勇氣的一步               | 蔡燦得   |
| 444        | 鼓聲若響                 | 蔡燦得   |
| 445        | 水煮蛋的勇氣             | 蔡燦得   |
| 446        | 龜兔賽跑                 | 蔡燦得   |
| 447        | 愛這件小事               | 蔡燦得   |
| 448        | 影子英雄                 | 蔡燦得   |
| 449        | 我的虛擬家人             | 蔡燦得   |
| 450        | 我的完美服務             | 蔡燦得   |
| 451        | 賴不掉                   | 蔡燦得   |
| 452        | 借來的快樂               | 蔡燦得   |
| 453        | 成長的練習               | 蔡燦得   |
| 454        | 情書魔法                 | 蔡燦得   |
| 455        | 我終於喜歡自己           | 蔡燦得   |
| 第三十六季 |                          |          |
| 456        | 我在你身邊               | 蔡燦得   |
| 457        | 鐘點情人                 | 蔡燦得   |
| 458        | 非贏不可                 | 蔡燦得   |
| 459        | 分手練習                 | 蔡燦得   |
| 460        | 來自天國的簡訊－留住回憶 | 蔡燦得   |
| 461        | 來自天國的簡訊－獨一無二 | 蔡燦得   |
| 462        | 你是春風－因為有你       | 蔡燦得   |
| 463        | 你是春風－誰是老大       | 蔡燦得   |
| 464        | 你是春風－青春正盛       | 蔡燦得   |
| 465        | 你是春風－春風化雨       | 蔡燦得   |
| 466        | 爸爸的情敵               | 蔡燦得   |
| 467        | 樂舞青春                 | 蔡燦得   |
| 468        | 熱舞青春雨               | 蔡燦得   |
| 第三十七季 |                          |          |
| 469        | 戀愛未滿                 | 蔡燦得   |
| 470        | 手帕姊妹                 | 蔡燦得   |
| 471        | 忘記的夢想               | 蔡燦得   |
| 472        | 幸福的約定～媽媽是我的   | 蔡燦得   |
| 473        | 幸福的約定～媽，祝你幸福 | 蔡燦得   |
| 474        | 國二這一年～魔女教練     | 蔡燦得   |
| 475        | 國二這一年～誤上賊船     | 蔡燦得   |
| 476        | 國二這一年～愛上跑步     | 蔡燦得   |
| 477        | 國二這一年～重回起跑線   | 蔡燦得   |
| 478        | 心結‧心解                | 蔡燦得   |
| 479        | 好好說再見               | 蔡燦得   |
| 480        | 為你加油                 | 蔡燦得   |
| 481        | 網紅之後                 | 蔡燦得   |

## 外部連結
- 我的這一班
- 我的這一班的Facebook專頁
- YouTube上的我的這一班播放列表
- YouTube上的公視我的這一班播放列表